# 山田文雄 (動物学者)
山田 文雄（やまだ ふみお、1953年 - ）は、日本の哺乳類学者。

## 人物
1953年、滋賀県出身。1981年、九州大学大学院農学研究科博士課程単位取得退学。独立行政法人森林総合研究所勤務、1990年九州大学農学博士 論文の題は「ニホンノウサギ(Lepus brachyurus)の生態,特にヒノキ造林木への食害とその防止に関する研究」。 。1991年、森林野生動物研究会（旧野兎研究会）常任理事。日本哺乳類学会の理事や監事，和文誌「哺乳類科学」編集委員長，哺乳類保護管理専門委員長。侵略的外来中型哺乳類の効果的・効率的な防除技術に関する技術開発など保全生物学について研究。2011年12月20日に東京大学出版会から「日本の外来哺乳類ー管理戦略と生態系保全」を池田透、小倉剛との共同編著書として出版した。2020年沖縄大学地域研究所特別研究員、2021年沖縄大学客員教授。2021年度日本哺乳類学会特別賞受賞。2024年滋賀県立大学非常勤講師。2024年アマミノクロウサギミュージアムQuruGuru名誉館長（奄美大島・大和村）。

## 著書
- 山田, 文雄、池田, 透、小倉, 剛『日本の外来哺乳類 : 管理戦略と生態系保全』(編著)、東京大学出版会、2011年。ISBN 978-4-13-060221-1。 NCID BB07853793。
- 山田文雄（2017）．ウサギ学：隠ることと逃げることの生物学．東京大学出版会．ISBN-13 : 978-4130601993[9]
- ほか

## 論文
- 国立情報学研究所収録論文 国立情報学研究所